# Grete Diercks
Margarete "Grete" Diercks, née le 1er septembre 1890 et morte le 15 juillet 1978, est une actrice allemande.

## Biographie
Enfant, elle est déjà actrice au Deutsches Schauspielhaus de Hambourg, qui a ouvert ses portes en 1900. A 11 ans, elle entre dans la troupe des comédiens et se produit sur scène de 1902 à 1909. Bien qu'elle n'ait pas suivi de cours d'art dramatique, elle restée fidèle au théâtre une fois adulte, et continue sa formation au théâtre de Riga en 1912. Elle y rencontre son futur époux, un ingénieur. Elle se part ensuite à Berlin pour divers engagements théâtraux, notamment au théâtre de la Königgrätzer Strasse à partir de 1917. Elle apparaît occasionnellement comme chanteuse, comme dans le rôle-titre de l'opérette Prinzessin Herzlieb d'Eduard Mörike (de) vers 1914.
Le cinéma prend une place dans sa carrière vers la fin de la Première Guerre mondiale. On lui confie un certain nombre de seconds rôles dans des productions allemandes, dont certaines assez importantes, notamment Carmen et Intoxication d'Ernst Lubitsch, La Terre qui flambe de Murnau, et la première adaptation cinématographique d'EA Dupont du drame populaire de haute montagne Die Geierwally, dans lequel elle incarne Afra.
Elle ne quitte pas pour autant le théâtre, ainsi en 1918 au Komödienhaus dans la pièce de Melchior Lengyel et Lajos Biró La Tsarine, et en 1921 au Lustspielhaus de Berlin (de) dans Le Loup-garou d'Angelo Cana. Son dernier film est Die Sonne von St. Moritz (de) en 1923. La même année, elle se marie et met fin à sa carrière d'actrice.

## Filmographie
- 1916 : Die Fiebersonate
- 1917 : Unsühnbar (de)
- 1917 : Durchlaucht Hypochonder (de)
- 1918 : Carmen
- 1918 : Fünf Minuten zu spät
- 1918 : Keimendes Leben
- 1919 : Intoxication
- 1919 : Todesurteil
- 1919 : Zwangsliebe im Freistaat
- 1920 : Die Frauen vom Gnadenstein (en)
- 1921 : Die Geierwally
- 1922 : La Terre qui flambe
- 1922 : Am Rande der Großstadt (en)
- 1922 : Der Kampf ums Ich
- 1922 : Der Liebe Pilgerfahrt (de)
- 1923 : Und dennoch kam das Glück (en)
- 1923 : Die Kette klirrt (de)
- 1923 : Die Sonne von St. Moritz (de)